# Hor-Aha

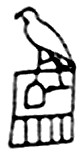
Aha

Aha a fost un faraon din Prima Dinastie Egipteană a Egiptului Antic.
- Numele – Horus: Aha „Luptătorul“.

## Biografie
Rezultatele recentelor săpături arheologice din nord-estul Deltei Nilului, de la Abydos (în special de la Umm el-Qaab), Hierakonpolis și Elephantine au schimbat profund cunoștințele noastre despre istoria Egiptului Arhaic.
Ca atare, Aha nu mai este acreditat ca fondatorul dinastiei I, ci urmașul lui *Narmer, iar acesta din urmă nu mai este considerat un suveran al așa-numitei dinastii „0“, ci primul faraon al primei dinastii.
Sursele pe baza cărora se reconstituie istoria Epocii Arhaice sunt: morminte și complexe mortuare, ceramică, stele funerare și mici statuete ale unor faraoni și demnitari. Un rol aparte revine sigiliilor de pe vase, care poartă inscripții hieroglifice rudimentare. Mult mai importante sunt etichetele – de lemn, fildeș sau ebonită – care sunt plăcuțe dreptunghiulare prevăzute cu un mic orificiu pentru fixare, atașate principalelor bunuri din cadrul complexelor morturare. Aceste etichete au o semnificație specială deoarece, pe lângă denumirea produsului, prezintă anumite informații istorice – prin intermediul unor texte hieroglifice, dar și al reprezentărilor - , cum ar fi: numele faraonului, activitățile legate de cult, scene de luptă etc.
Ținând cont de această realitate, T. Wilkinson scria că începând cu domnia lui Aha putem vorbi de existența sistematică a „analelor“, autorul referindu-se la etichete.
În conformitate cu uzanța epocii, se cunoaște numai numele - Horus al faraonului, adică Aha, având semnificația de „Luptătorul“. Unii egiptologi au încercat să dovedească faptul că începând cu domnia lui Aha apare și numele-nebti al suveranului. Greșeala provine de la interpretarea textului unei etichete de fildeș, provenită din mormântul reginei Neith-hotep de la Naqada, care – în registrul de sus - prezintă, pe lângă serekh-ul lui Aha, și desenul unei capele în interiorul căreia apar semnele hieroglifice redând propoziția nebti men. Primul cuvânt semnifică într-adevăr „Cele două stăpâne“, adică zeița Nekhbet din Egiptul de Sus și zeița Uadjet din Egiptul de Jos și scoate în evidență dualitatea regatului, însă nu are nimic de-a face cu viitoarea titulatură-nebti. Cel de-al doilea cuvânt nu este numele-nebti al lui Aha, adică Men, și nu are nici o legătură cu semi-legendarul *Menes. Probabil, grupul de cuvinte redă numele unei capele, nebti men „Cele două stăpâne eterne“.
Numele-Horus al faraonului mai apare și pe alte obiecte provenind din următoarele așezări: Abu Rowash, Zawiet el-Aryan, Saqqara, Heluan, Naqada, iar pe teritoriul Israelului, la En Besor. 
Fragmentul unei cutii de fildeș, descoperit în complexul mortuar al regelui de la Abydos, a păstrat și numele soției sale, Bener-ib „Cea cu inima dulce“.
Se cunoaște și numele mamei lui Aha, regina Neith-hotep, al cărei mormânt de la Naqada a fost considerat a fi al lui Aha. Mormântul, una dintre cele mai semnificative construcții funerare ale dinastei I, conține și câteva etichete și peceți purtând numele lui Aha.
Dacă Aha a guvernat de la Memphis rămâne o ipoteză, deoarece faraonul era mult mai legat de teritoriul sudic al Egiptului, în special de zona Abydos-lui. Descoperirea la Saqqara a unei mastabale de dimensiuni mari, atribuită de T. Wilkinson unui frate sau unei rude apropiate a lui Aha, nu ni se pare o dovadă certă că Aha ar fi administrat Egiptul de la Memphis. De Abydos sunt legate și principalele surse care dezvăluie practicarea unor culte din timpul domniei sale.
Astfel, pe o etichetă de ebonită, descoperită la Abydos, apare înregistrată o „vizită“ regală în Deltă. Pe același obiect, în registrul 2, deslușim figura unui taur, despre care nu credem că îl reprezintă pe Apis, ci mai degrabă este în strânsă legătură cu un cult al taurului sacru de la Buto.
Pe o etichetă fragmentară a lui Aha, descoperită tot la Abydos, se poate documenta practicarea sacrificiului uman. Pe plăcuță apare figura unui prizonier legat și sacrificat, iar cel care înfige un pumnal în pieptul lui este un preot. Sângele curs este captat într-un vas așezat între cei doi, adică între prizonier și preotul oficiant. Pe baza acestei singure dovezi nu se poate stabili cu certitudine dacă avem de-a face cu un rit mai mult sau mai puțin răspândit, în orice caz pare a fi o reminiscență a sacrificiului uman, având un substrat african vechi.
Pe o etichetă provenită din mormântul reginei-mame Neith-hotep de la Naqada, care înregistrează și propoziția nebti men (v. mai sus), în același rând 1 apare și prototipul bărcii henu a zeului Sokaris, ambarcațiune care, în cazul de față, se află în strânsă legătură cu celebrarea unui rit agrar.
Deși nu putem reconstitui cu siguranță decât anumite episoade ale domniei lui Aha, trei aspecte ni se par însă importante. În primul rând, de numele lui Aha se leagă și apariția „primului“ obiect de faianță din istoria Egiptului, de fapt un fragment dintr-un vas de dimensiuni mai mari. Atunci au luat naștere primele „colonii“ egiptene de pe coasta libaneză, în special la Byblos, de unde Aha importa conifere ( numite în inscripții prin termenul meru, care ulterior va fi folosit pentru a denumi „cedrul“), ule-iuri și rășini. A treia „inovație“ importantă se leagă de complexul mortuar al lui Aha de la Abydos, unde apar și 34 de morminte adiacente, probabil ale colaboratorilor săi fideli.